# Rhypagla cretula
Rhypagla cretula là một loài bướm đêm trong họ Erebidae.